# Voo Air Philippines 541
O Voo Air Philippines 541 foi um voo doméstico regular operado pela Air Philippines do Aeroporto Internacional Ninoy Aquino em Manila para o Aeroporto Internacional Francisco Bangoy na Cidade de Davao. Em 19 de abril de 2000, o Boeing 737-2H4 caiu em Samal, enquanto se aproximava do aeroporto, matando todos os 124 passageiros e 7 membros da tripulação. Até hoje, é o desastre aéreo mais mortal nas Filipinas e o terceiro acidente mais mortal envolvendo o Boeing 737-200 , depois do Voo Mandala Airlines 091, que caiu 5 anos depois na Indonésia, e o Voo Indian Airlines 113 em 1988.

## Aeronave
A aeronave, um Boeing 737-2H4 , com registro RP-C3010 e anteriormente pertencente à Southwest Airlines, como N50SW, foi entregue pela primeira vez em fevereiro de 1978 e vendida para a Air Philippines em 1999.

## Acidente
Em 19 de abril de 2000, o voo 541, com 131 passageiros e tripulantes, deixou Manila por volta das 5h30, com destino à cidade de Davao. Por volta das 7h, o Boeing estava se aproximando da Pista 05, seguindo um Airbus A319. Quando o voo 541 saiu das nuvens, a tripulação observou que o A319 ainda não havia saído da pista, momento em que avisaram ao controle de tráfego aéreo que um procedimento de aproximação frustrada seria executado. O voo 541 começou a subir e voltou a entrar nas nuvens. O procedimento correto teria sido subir a 4.000 pés (1,200 metros) nos instrumentos e dar a volta para uma segunda tentativa. Em vez disso, a tripulação tentou voar VFR em condições de instrumentos a uma altitude inferior. O voo 541 colidiu em um coqueiro a cerca de 150 metros acima do nível do mar e caiu algumas milhas a oeste do aeroporto. O avião posteriormente pegou fogo e se desintegrou, deixando sem sobreviventes.

## Testemunhas
Moradores da ilha disseram que o avião estava voando em baixa altitude e atingiu o topo de um coqueiro, que quebrou parte de sua asa. Eles disseram que parecia que o avião tentou ir à potência máxima do motor, mas não conseguiu e caiu. O avião se desintegrou e pegou fogo ao cair em um coqueiral. Autoridades do aeroporto disseram que o céu estava nublado no momento do acidente.

O Aeroporto Internacional de Davao não tinha equipamento completo para pousos por instrumentos, e pousos visuais haviam sido suspensos visuais foram suspensos vários minutos antes do acidente.